# Barbus lorteti
Barbus lorteti е вид лъчеперка от семейство Шаранови (Cyprinidae).

## Разпространение
Видът е разпространен в Сирия и Турция.